# Pouzolzia purpusii
Pouzolzia purpusii är en nässelväxtart som beskrevs av T. S. Brandegee. Pouzolzia purpusii ingår i släktet Pouzolzia och familjen nässelväxter. Inga underarter finns listade i Catalogue of Life.